# 藤崎線
藤崎線（日语：／ Fujisaki sen */?）是一條連接熊本縣熊本市北區北熊本站與同縣同市中央區藤崎宮前站之間的熊本電氣鐵道鐵路線。藤崎宮前至黑髪町之間是以軌道法的標準而建設（電車），事實上為共用路軌。

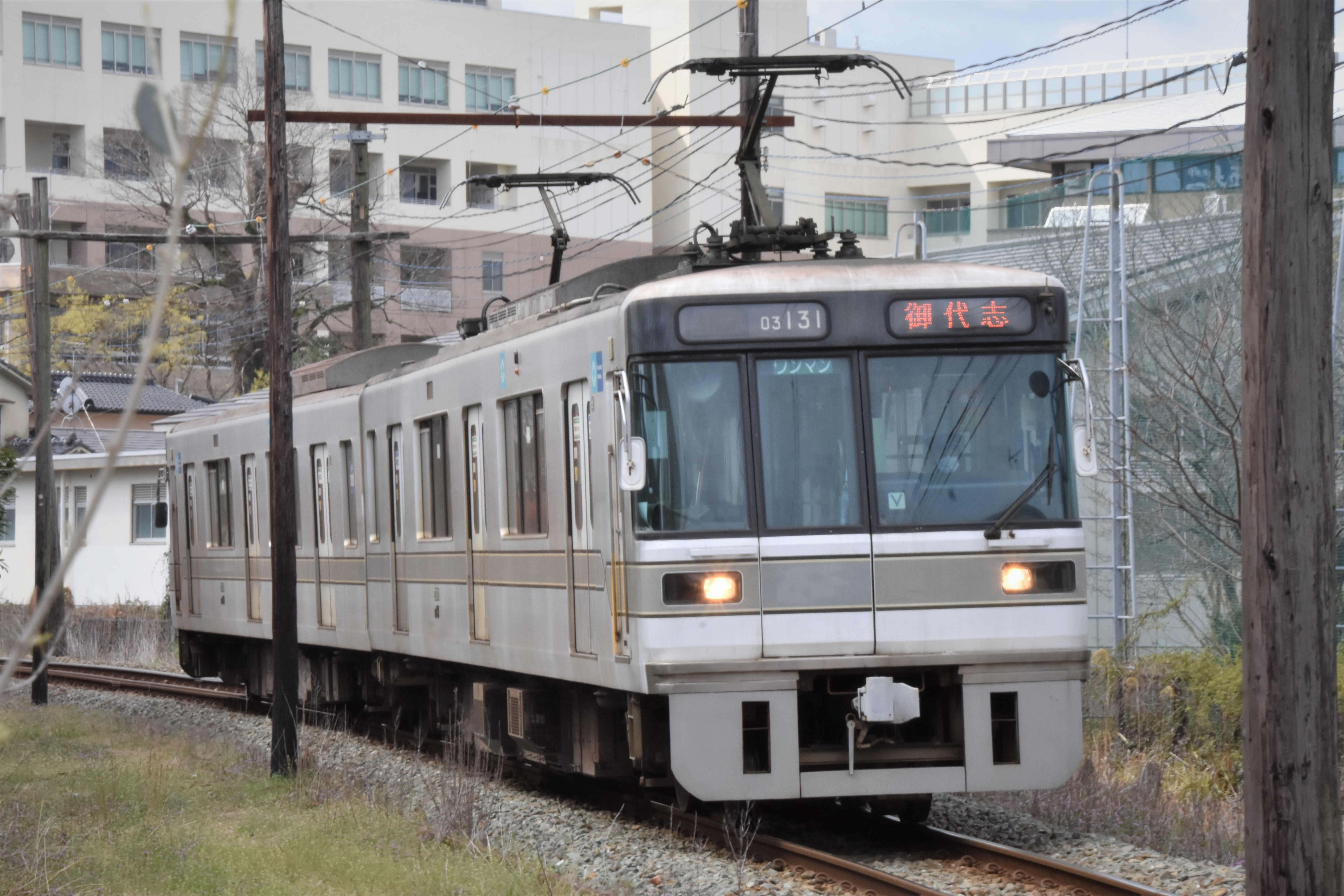
藤崎宮前站至黑髮町站間的熊本電鐵03型電聯車 (2021年3月)

## 路線資料
- 路線距離（營業距離）：2.3公里
- 軌距：1067 毫米
- 車站數目：3個（包括起終點站）
- 雙線區間：沒有（全線單線）
- 電氣化區間：全線（直流600V）
- 閉塞方式：特殊自動閉塞式（電子符號照査式）
- 最高速度：50公里/小時[1]

## 運行形態
菊池線御代志站方向列車的起點站均從藤崎宮前站出發。
所有列車都是普通列車，早上和平日黃昏會設有出入廠班次，這些班次行走於北熊本至藤崎宮前之間。其餘班次都會直通至菊池線內，行走於御代志 - 藤崎宮前之間。班次基本上繁忙時間每15分鐘一班，其他時間每30分鐘一班。
終點站藤崎宮前站鄰近藤崎八幡宮。在毎年9月舉行藤崎八旛宮秋季例大祭時，該處在最後一天（第五天）會進行神幸行列（隨兵行列），車站當時會十分繁忙。當日會實施臨時時間表，增設早上5時時段班次，以及整日實施平日時間表。另外，於除夕和元旦為了初詣客也會實行臨時時間表。
另外，路線的起點是北熊本站，在列車運行和旅客資訊中，藤崎宮前站至北熊本站的列車是下行，逆方向是上行。

## 歷史
- 1909年（明治42年）3月3日：得到軌道特許營運權[2]。
- 1911年（明治44年）10月1日：菊池軌道池田（現時：上熊本）至千反畑（現時：藤崎宮前）之間啟用[2]。軌距914毫米。
- 1913年（大正2年）8月27日：廣町（藤崎宮前）至御代志至高江之間啟用[2]，池田至隈府（後來為菊池）之間全線開通。
- 1923年（大正12年）8月2日：上熊本至室園之間改軌距1067毫米，同時電氣化。
- 1942年（昭和17年）5月1日：藤崎宮前至隈府之間由軌道法監管的軌道線變為由地方鐵道法監管的鐵路線[3][4]。
- 1948年（昭和23年）1月1日：公司名稱改為熊本電氣鐵道。
- 1949年（昭和24年）4月1日：藤崎宮前至龜井之間的走線由途經室園站變為途經北熊本站。
- 1950年（昭和25年）10月1日：上熊本至北熊本之間開通。上熊本至隈府之間為菊池線，北熊本至藤崎宮前之間為藤崎線。
- 1953年（昭和28年）6月26日：上熊本至藤崎宮前之間由於發生水災使不能通行。
- 1954年（昭和29年）6月1日：上熊本至藤崎宮前之間廢止，地方轉讓給熊本市交通局。同年10月1日開設坪井線（日语：熊本市電坪井線）（後來於1970年（昭和45年）5月1日廢止）
- 1979年（昭和54年）8月1日：與上熊本站的國鐵貨物聯絡運輸中止。藤崎宮前至堀川之間，北熊本至上熊本之間的貨運列車服務，所有貨物起卸服務終止。
- 1984年（昭和59年）2月1日：鐵路小型行李起卸業務終止。
- 1988年（昭和63年）
  - 1月11日：閉塞方向由電籤閉塞式變為特殊自動閉塞式（電子符號照査式）。
  - 3月1日：藤崎宮前站無人化。
- 1997年（平成8年）2月14日：藤崎宮前站的新車站大樓落成。
- 2003年（平成15年）12月17日：藤崎宮前 - 北熊本 - 御代志之間引入ATS。
- 2009年（平成21年）4月1日：實施時間表修正。藤崎宮前至御代志之間的尾班車大幅延遲。
- 2015年（平成27年）4月1日：可使用交通系IC卡「熊本地域振興IC卡（熊本熊之IC CARD）（日语：熊本地域振興ICカード）」[5]。
- 2017年（平成29年）
  - 2月22日：藤崎線藤崎宮前站附近發生出軌事故（日语：日本の鉄道事故 (2000年以降)#熊本電鉄藤崎線脱線事故），使藤崎線藤崎宮前站至御代志站之間整日停運。在翌日23日的首班車起，恢復藤崎線黑髪町站至御代志站之間的短途班次。
  - 3月7日：全線重開[6]。
- 2019年（令和元年）10月1日：引入車站編號[7]。

## 車站列表
所有車站都是在熊本縣熊本市內。車站編號在2019年10月1日起引入。

### 現存區間
- 路線（全線單線鐵路） … ◇：可列車交會、｜：不可列車交會

| 車站編號 | 中文站名 | 日文站名 | 英文站名 | 站間營業距離 | 累計營業距離 | 接續路線                                 | 軌道 | 所在地 | 所在地 |
| -------- | -------- | -------- | -------- | ------------ | ------------ | ---------------------------------------- | ---- | ------ | ------ |
| KD08     | 北熊本   |          |          | -            | 0.0          | 熊本電氣鐵道：菊池線（直通至御代志方向） | ◇    | 北區   |        |
| KD07     | 黑髪町   |          |          | 1.2          | 1.2          |                                          | ｜   | 中央區 |        |
| KD06     | 藤崎宮前 |          |          | 1.1          | 2.3          |                                          | ｜   | 中央區 |        |

### 廢止區間

#### 熊本市內軌道線
在1954年（昭和29年）6月廢止，並轉讓給熊本市交通局。 
上熊本站 - 本妙寺口 - 京町口 - 加藤社前 - 內坪井 - 廣町 - 藤崎宮前（路上站）（※部分鐵道線直通）

#### 舊・鐵道線
截至1949年（昭和24年）4月，路線（經北熊本站）替換，舊・鐵道線部分區間廢止。
印有*的車站於1945年（昭和20年）前已經廢止。
藤崎宮前（鐵路站）- 立町* - 三軒町* - 室園 - 松崎 - 龜井
另外，室園至松崎之間的路軌遺址變成了國道3號清水繞道的一部分。

## 注腳
1. 1 2  寺田裕一《データブック日本の私鉄 (2000)》 - Neko出版
2. 1 2 3  『地方鉄道及軌道一覧 昭和10年4月1日現在』（國立國會圖書館數碼化收藏）
3. ↑  「軌道ヲ地方鉄道ニ変更許可」『官報』1942年7月16日（國立國會圖書館數碼化收藏）
4. ↑  「地方鉄道運輸開始」『官報』1942年8月1日（國立國會圖書館數碼化收藏）
5. ↑  電鉄電車（菊電）でのご利用 （页面存档备份，存于）（日語） - 熊本熊之IC CARD官方網站（肥銀電腦服務)
6. ↑   (新闻稿). 熊本電気鉄道. 2017-03-07  [2018-09-09]. （原始内容存档于2021-04-30） （日语）.
7. ↑  電車 「駅ナンバリング」導入のお知らせ （页面存档备份，存于）（日語） - 熊本電氣鐵道，2019年8月15日，同日參閲。

## 外部連結
- 熊本電氣鐵道株式會社 （页面存档备份，存于）（日語）（官方網站）